# Murenozaur
Murenozaur (Muraenosaurus) – rodzaj plezjozaura z rodziny Cryptoclididae. Żył w środkowej jurze, w keloweju.
Cechuje go bardzo długa szyja o 44 kręgach. Łącznie kręgosłup zbudowany jest z 79 kręgów. Bardzo wydłużoną szyją przypomina przedstawicieli Elasmosauridae, dlatego często bywał klasyfikowany w tej rodzinie. Nowsze analizy filogenetyczne wskazują jednak na jego bliższe pokrewieństwo z Cryptoclididae, a podobieństwo do elasmozaurów jest wynikiem konwergencji. Skamieniałości murenozaura odkryto najpierw w Anglii, skąd w 1874 roku Harry Seeley opisał gatunek typowy, M. leedsii, później do tego rodzaju przypisywano również szczątki znalezione m.in. w Argentynie.

## Przypisy

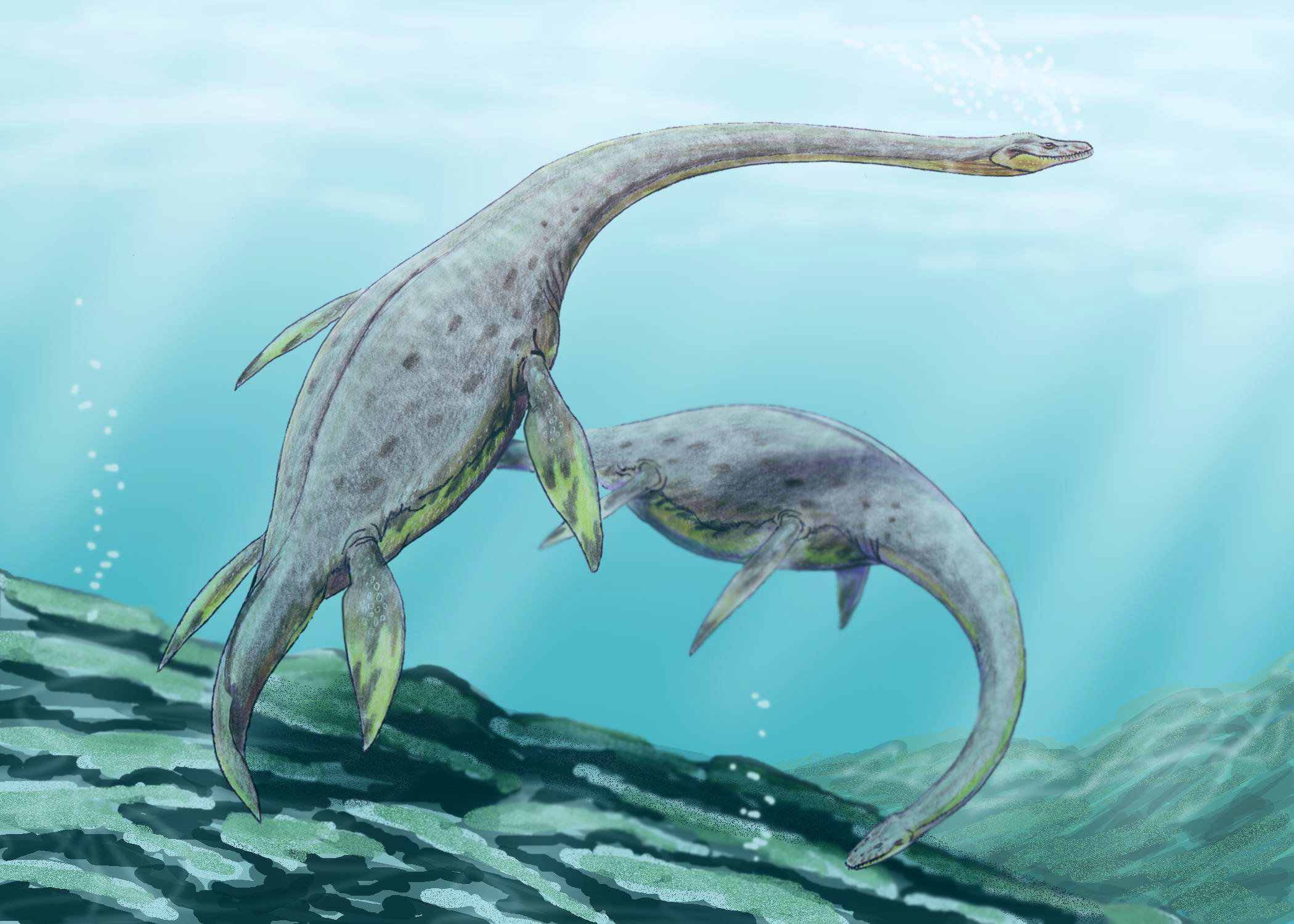
Rekonstrukcja